# Stefan Perkowicz
Stefan Perkowicz (ur. 30 kwietnia 1923 w Warszawie, zm. 10 października 2002) – polski ekonomista, żeglugowiec, podsekretarz stanu w Ministerstwie Żeglugi (1966–1974) i Ministerstwie Handlu Zagranicznego i Gospodarki Morskiej (1974–1976) oraz ambasador w Japonii (1976–1980).

## Życiorys
Syn Juliusza i Heleny. Do 1939 uczęszczał do szkoły powszechnej. Od lutego do sierpnia 1940 pracował jako robotnik rolny. Następnie, do stycznia 1945, jako pomocnik magazyniera i pomoc biurowa w przedsiębiorstwie handlowym „Alois Zeidler” w Kutnie. Kontynuował naukę w liceum w trybie tajnym. W marcu 1945 rozpoczął studia na Akademii Handlowej w Poznaniu, gdzie uzyskał dyplom w grudniu 1948. Równolegle pracował jako pomoc biurowa w Hurtowni Papieru w Poznaniu. W czerwcu 1948 został członkiem Polskiej Partii Robotniczej, zaś w grudniu Polskiej Zjednoczonej Partii Robotnicza. Po studiach wyjechał do Szczecina, gdzie po krótkim okresie pracy w Centrali Zbytu Węgla, od połowy 1948 do 1950 był kierownikiem sekcji w Oddziale Przedsiębiorstwa Handlu Zagranicznego „DAL-SPOŁEM”. Od 1950 pracował w szczecińskim oddziale Przedsiębiorstwa Żeglugowego Gdynia-Ameryka Linie Żeglugowe (przekształconego w 1951 w Polską Żeglugę Morską, PŻM). Do maja 1955 kierował tam żeglugą trampową. Następnie został kierownikiem sekcji eksploatacji do Chińsko-Polskiego Przedsiębiorstwa Maklerów Okrętowych (Chipolbrok) w Tiencinie. W lutym 1956 został skierowany do utworzenia polsko-cejlońskiej spółki maklerskiej w Kolombo. Do lipca 1961 pełnił tam funkcję dyrektora zarządzającego i przedstawiciela Polskich Linii Oceanicznych. We wrześniu 1961 wrócił do Polski. Od grudnia 1961 do lutego 1964 był kierownikiem Działu Zachodnio-Afrykańskiego PŻM w Szczecinie, a od 2 marca 1964 do lipca 1966 dyrektorem Zakładu Eksploatacji Żeglugi Trampowej PŻM. W 1970 uzyskał tytuł magistra ekonomii na Politechnice Szczecińskiej. Od 1 sierpnia 1966 do 10 kwietnia 1974 pełnił funkcję podsekretarza stanu w Ministerstwie Żeglugi. Od 10 kwietnia 1974 do stycznia 1976 podsekretarz stanu w Ministerstwie Handlu Zagranicznego i Gospodarki Morskiej. Od 6 stycznia 1976 do 8 grudnia 1980 był ambasadorem nadzwyczajny i pełnomocnym PRL w Cesarstwie Japonii, akredytowanym także na Filipinach. Od 29 grudnia 1980 do lipca 1981 na stanowisku dyrektora Departamentu Morskiego w Ministerstwie Handlu Zagranicznego i Gospodarki Morskiej.
W 1962 został członkiem Towarzystwa Przyjaźni Polsko-Afrykańskiej, a następnie Polskiego Komitetu Solidarności z Narodami Azji, Afryki i Ameryki Łacińskiej.
Wraz z żoną Wiesławą Perkowicz odznaczony w 1998 Medalem za Długoletnie Pożycie Małżeńskie. W 1955 otrzymał Medal 10-lecia Polski Ludowej.
Pochowany na Cmentarzu Komunalnym Północnym w Warszawie.